# Диабате, Усман
Усман Диабате (фр. Ousmane Diabaté; род. 9 июля 1994) — нигерский футболист, также обладающий гражданством Мали, полузащитник клуба «Аль-Муайдар» и сборной Нигера.

## Клубная карьера
Усман начал карьеру за клуб «Полис» Бамако, затем перешёл в «Стад Мальен» за который выступал 2 года. 1 декабря 2016 года Диабате перешёл в ивуарийский «Сан-Педро», а через год, 3 августа 2017 года, в египетский ЕНППИ. Сыграв 5 матчей, и проведя на поле, в общей сложности 417 минут, покинул команду и присоединился к саудовской команде «Аль-Батин» 17 января 2018 года.